# Llista de reis de Lleó
Llista cronològica dels reis de Lleó des de la creació del Regne de Lleó l'any 910 fins a la seva unió definitiva amb el Regne de Castella l'any 1230, donant pas a la Corona de Castella.

## Llista

Escut d'Armes antic del Regne de Lleó

Escut d'Armes del Regne de Lleó

Escut d'Armes del Regne de Castella i Lleó

| Nom                                                                                                  | Període                | Relació                                                                |
| Dinastia asturlleonesa                                                                               | Dinastia asturlleonesa | Dinastia asturlleonesa                                                 |
| --- | ---------------------- | ---------------------------------------------------------------------- |
| Garcia I                                                                                             | 910-914                | Considerat primer rei de Lleó. Fill d'Alfons III d'Astúries.           |
| Ordoni II                                                                                            | 914-924                | Germà de l'anterior. També rei de Galícia.                             |
| Fruela II                                                                                            | 924-925                | Germà de l'anterior. També rei d'Astúries.                             |
| Sanç Ordoni                                                                                          | 925                    | Rei titular. Fill d'Ordoni II.                                         |
| Alfons Froilaz                                                                                       | 925-926                | Rei titular. Fill de Fruela II.                                        |
| Alfons IV                                                                                            | 925-931                | Fill d'Ordoni II.                                                      |
| Ramir II                                                                                             | 931-951                | Germà de l'anterior.                                                   |
| Ordoni III                                                                                           | 951-956                | Fill de l'anterior.                                                    |
| Sanç I                                                                                               | 956-958                | Germà de l'anterior                                                    |
| Ordoni IV                                                                                            | 958-960                | Fill d'Alfons IV.                                                      |
| Sanç I                                                                                               | 960-966                | Segon període.                                                         |
| Ramir III                                                                                            | 966-984                | Fill de l'anterior.                                                    |
| Beremund II                                                                                          | 984-999                | Cosí de l'anterior. Fill d'Ordoni III.                                 |
| Alfons V                                                                                             | 999-1028               | Fill de l'anterior.                                                    |
| Beremund III                                                                                         | 1028-1037              | Fill de l'anterior.                                                    |
| Sança I                                                                                              | 1037-1065              | Filla de l'anterior.                                                   |
| Dinastia Ximena                                                                                      |                        |                                                                        |
| En unió amb el regne de Castella.                                                                    |                        |                                                                        |
| Ferran I                                                                                             | 1037-1065              | Rei iure uxoris pel matrimoni amb Sança I.                             |
| Alfons VI                                                                                            | 1065-1071              | Fill de l'anterior.                                                    |
| Sanç II                                                                                              | 1072                   | Germà de l'anterior.                                                   |
| Alfons VI                                                                                            | 1072-1109              | Segon període.                                                         |
| Urraca I                                                                                             | 1109-1126              | Filla de l'anterior.                                                   |
| Dinastia Borgonya                                                                                    |                        |                                                                        |
| Alfons VII                                                                                           | 1126-1157              | Fill de l'anterior.                                                    |
| Separació dels regnes de Lleó i de Castella.                                                         |                        |                                                                        |
| Ferran II                                                                                            | 1157-1188              | Fill de l'anterior.                                                    |
| Alfons IX                                                                                            | 1188-1230              | Fill de l'anterior                                                     |
| Sança II                                                                                             | 1230                   | Reina de iure                                                          |
| Dolça I                                                                                              | 1230                   | Reina de iure                                                          |
| Unió del regnes de Lleó i Castella en mans de Ferran III de Castella mitjançant l'acord de València. |                        |                                                                        |
| Joan de Castella                                                                                     | 1285-1296/1301         | Fill d'Alfons X de Castella. Sanç IV va arrabassar-li el tron el 1285. |